# Consumo de cannabis

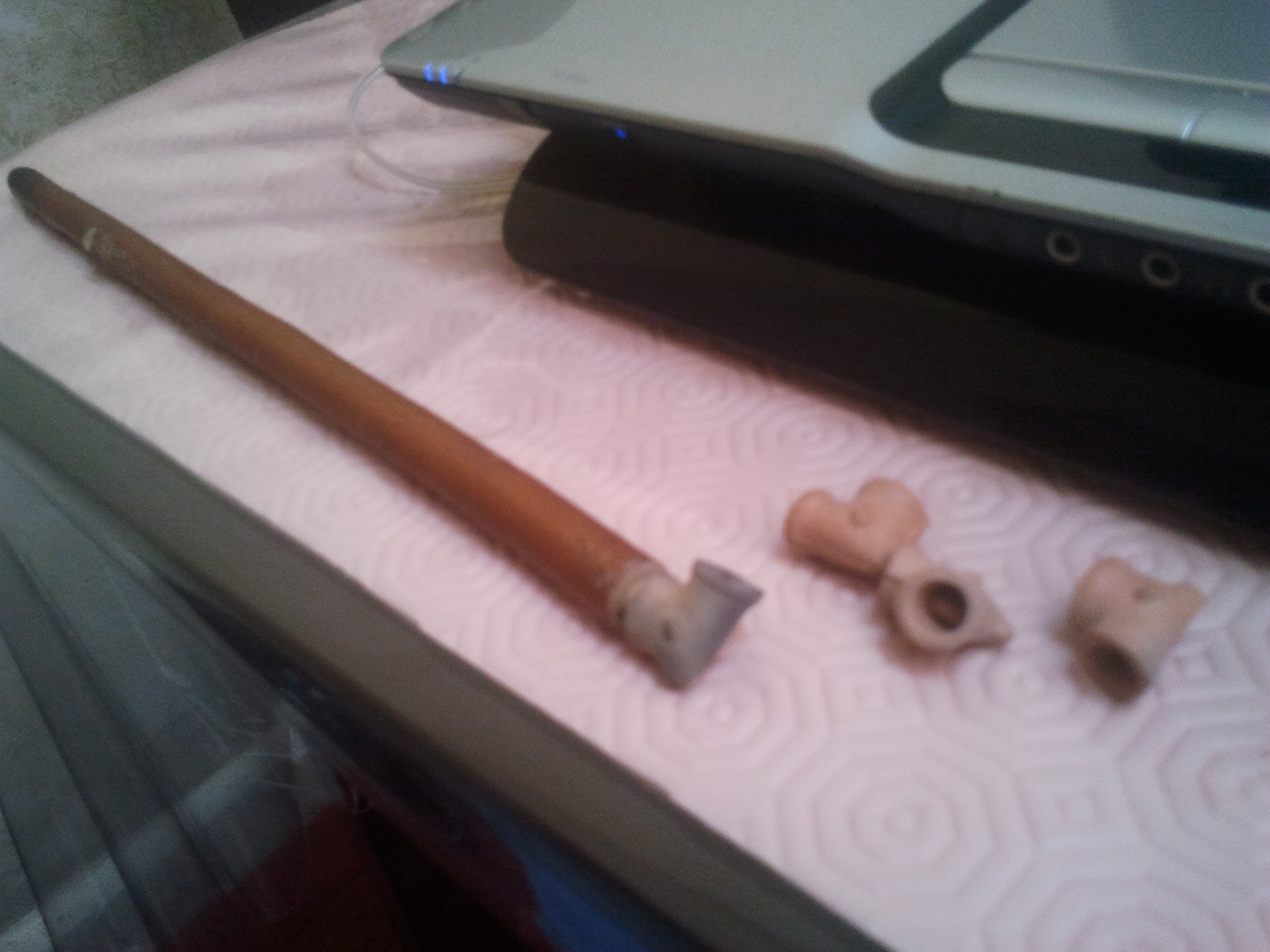
Um cachimbo pequeno, como o Sebsi (Marocco), permite "vaporizar" cannabis a uma baixa temperatura (200 C), conservando THC.

Há várias formas de consumo de cannabis, sendo as principais o aquecimento da substância seguido por inalação de fumaça, o consumo oral ou a introdução em alimentos. O tetrahidrocanabinol também pode ser consumido, em uma forma pouco benéfica, fumando a resina carbonizada coletada dentro do cachimbo.

## Fumo
A cannabis pode ser fumada com implementos como cachimbos, bongs e chilums, ou da forma convencional, enrolando um cigarro.[carece de fontes?]
Existem diversos métodos locais para preparação da planta antes da utilização, incluindo as partes da planta da cannabis que são usadas, e o tratamento do fumo antes da inalação. Atualmente, em algumas regiões da África, uma grande quantidade de cannabis é simplesmente jogada em fogueiras e a fumaça inalada.

## Vaporizador

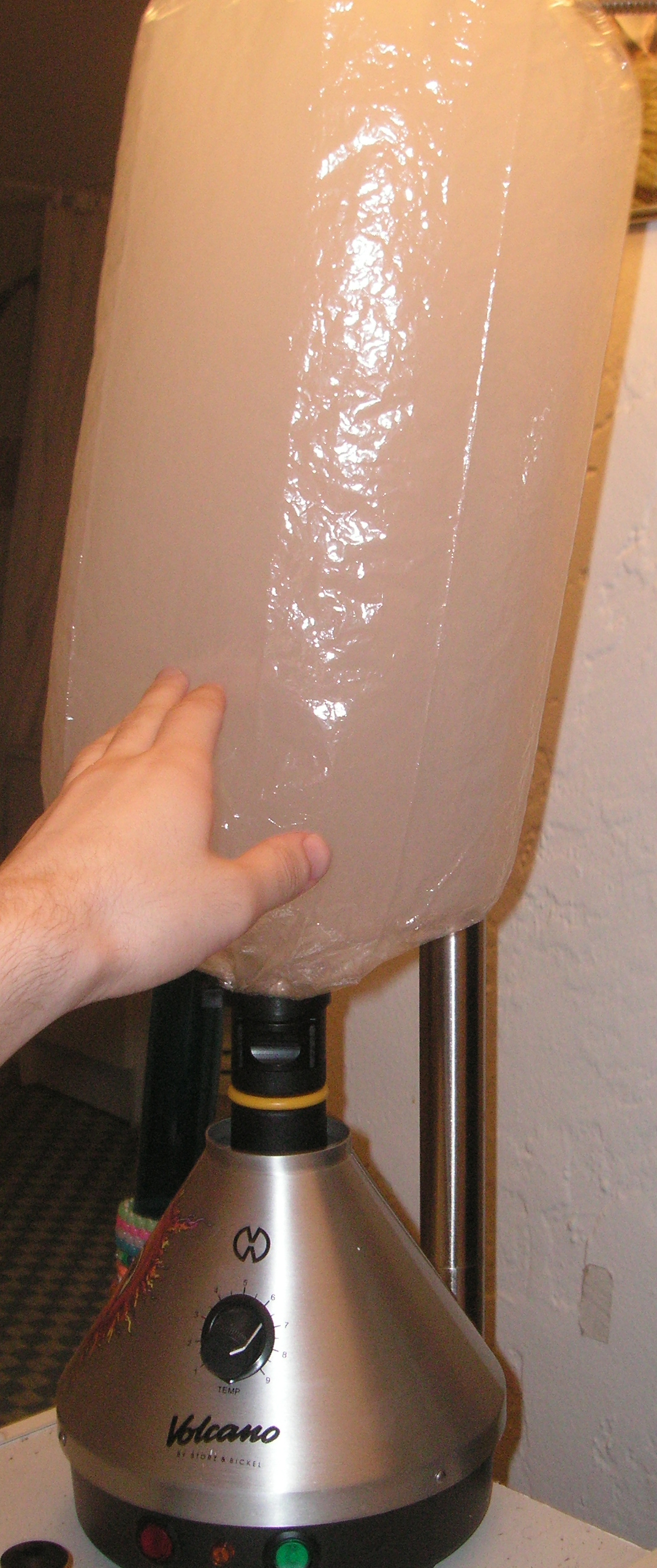
Um vaporizador Volcano.

Um vaporizador aquece a cânabis herbácea 365-410 °F (185-210 °C), o que faz com que os ingredientes ativos evaporem em um gás sem queima do material vegetal (o ponto de ebulição do THC é 392 °F (200 °C) numa pressão de 0,02 mmHg, e um pouco superior à pressão atmosférica normal). É a menor proporção de produtos químicos tóxicos que são liberados pelo tabagismo, embora isto possa variar, dependendo da forma do vaporizador e a temperatura em que é definido. Este método de consumir cannabis produz efeitos marcadamente diferentes do que fumar devido à inflamação de pontos de diferentes canabinóides; por exemplo, cannabinol (CBN) tem um ponto de inflamação de 212,7 °C e seria normalmente presente na fumaça, mas pode não estar presente no vapor.

## Consumo oral
Como uma alternativa ao tabaco, a cânabis pode ser consumida por via oral. No entanto, a cannabis ou o seu extrato deve ser suficientemente aquecido ou desidratado para causar descar-boxilação de seus canabinóides mais abundantes.

### Comida

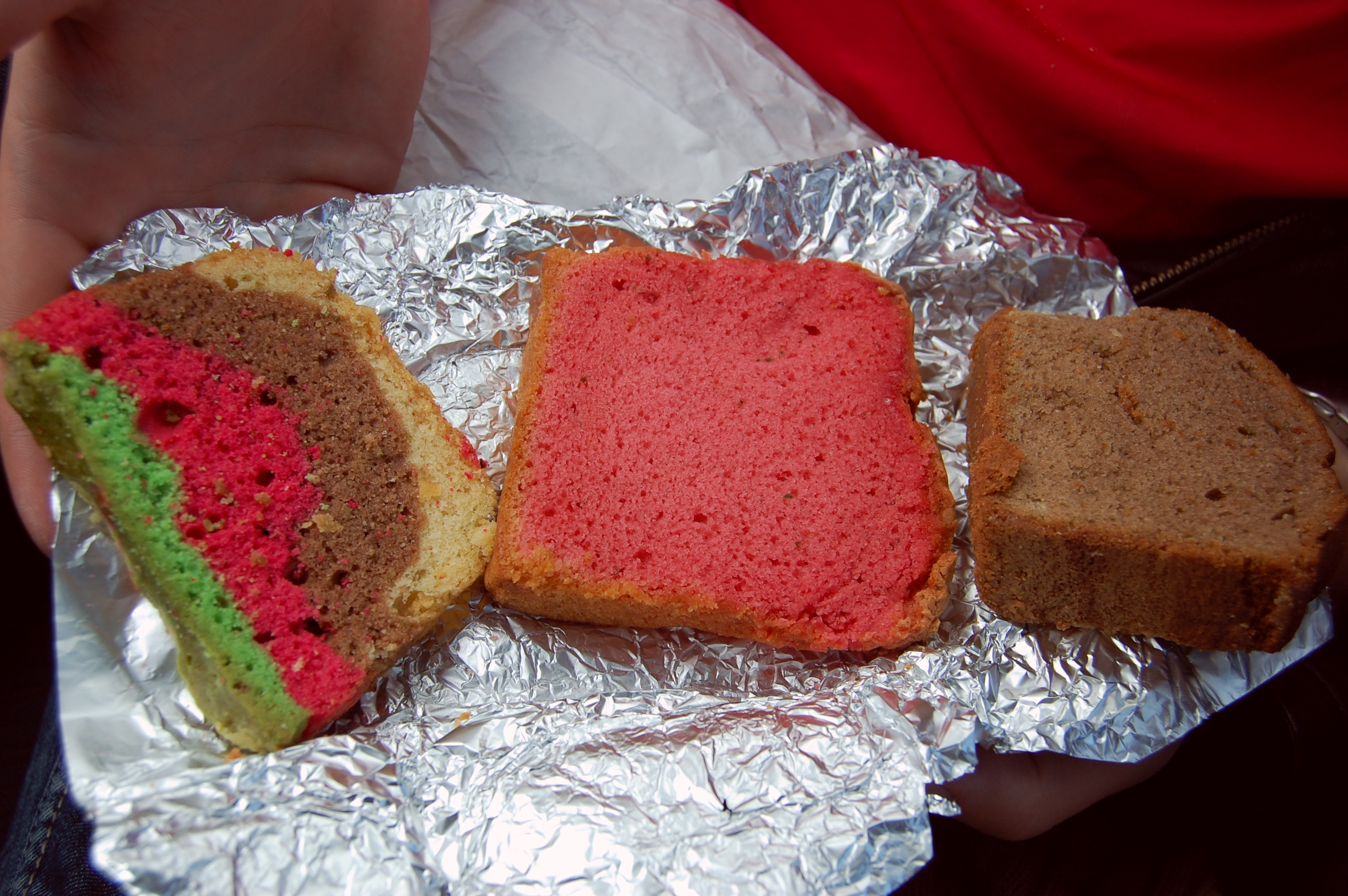
Três bolos feitos de haxixe, derivado da cannabis.

Apesar do haxixe ser consumido muitas vezes cru ou misturado com água, o tetrahidrocanabinol e outros componentes são absorvidos de forma mais eficiente pela corrente sanguínea quando misturados a manteiga ou outros lipídios. A duração do aparecimento dos efeitos depende do conteúdo do estômago, mas geralmente é cerca de uma hora, e pode continuar por um período considerável de tempo, enquanto os efeitos de fumar cannabis são quase imediatos, com duração de um tempo mais curto[carece de fontes?].

### Bebida
O material da cannabis também pode ser dissolvido em componentes de alto teor e álcool de cereais, formando o famoso "Green Dragon". Este processo é frequentemente utilizado para fazer uso de baixa potência dos caules e folhas.[carece de fontes?]
A cannabis também pode ser consumida como chá. Apesar do THC ser lipofílico e solúvel rapidamente apenas em água (com uma solubilidade de 2.800 mg por litro), ele pode ser dissolvido para fazer um chá suavemente psicoativo. Entretanto, isto é considerado um uso ineficiente da erva cannabis.